# ایوان استوویچ
ایوان استوویچ (انگلیسی: Ivan Stevović؛ ۶ سپتامبر ۱۹۱۰ – ۴ فوریهٔ ۱۹۹۹) بازیکن فوتبال اهل یوگسلاوی بود.
وی همچنین در تیم ملی فوتبال یوگسلاوی بازی کرده‌است.